# Кубок Ліхтенштейну з футболу 1960—1961
Кубок Ліхтенштейну з футболу 1960—1961 — 16-й розіграш кубкового футбольного турніру в Ліхтенштейні. Титул здобув Вадуц.

## Перший раунд
Вільні від матчів першого раунду Бальцерс, Шан, Трізен, Вадуц та Вадуц-2.
| Команда 1 | Рахунок | Команда 2 |
| --------- | ------- | --------- |
| Руггелль  | 0–1     | Трізен II |
| Ешен      | 2–5     | Шан II    |

## Другий раунд
Вільний від матчів Вадуц.
| Команда 1 | Рахунок | Команда 2 |
| --------- | ------- | --------- |
| Шан II    | 0–2     | Трізен    |
| Трізен II | 0–7     | Вадуц-2   |
| Бальцерс  | 0–4     | Шан       |

## 1/2 фіналу
| Команда 1 | Рахунок | Команда 2 |
| --------- | ------- | --------- |
| Вадуц     | *       | Вадуц-2   |
| Шан       | 5–2     | Трізен    |

У матчі Вадуц та Вадуц II без гри далі пройшла перша команда.

## Матч за 3-є місце
| Команда 1 | Рахунок | Команда 2 |
| --------- | ------- | --------- |
| Вадуц-2   | 6–2     | Трізен    |

## Фінал
| 10 вересня 1961 |

| Вадуц | 3–0 | Шан |
| ----- | --- | --- |
|       |     |     |

| Вадуц |